# カンザシバト
カンザシバト（学名：Microgoura meeki） は、ハト目ハト科に属する鳥類。絶滅種。南太平洋・ソロモン諸島北部のチョイスル島に生息していた。

## 形態と生態
体色は頭の飾り羽根・頭部・首・背中と羽の一部が藍色、残りの部分が褐色。ニューギニアのカンムリバトに近縁といわれる。もっぱら地上生活をしていたとされる。

## 絶滅の経緯
1904年に初めて採集されたが、後にも先にもそれ以外に採集された記録がない。現地人の話によると、第二次世界大戦の頃までは姿が見られたが、その後移入されたネコによって捕らえられてしまったという。

## 画像

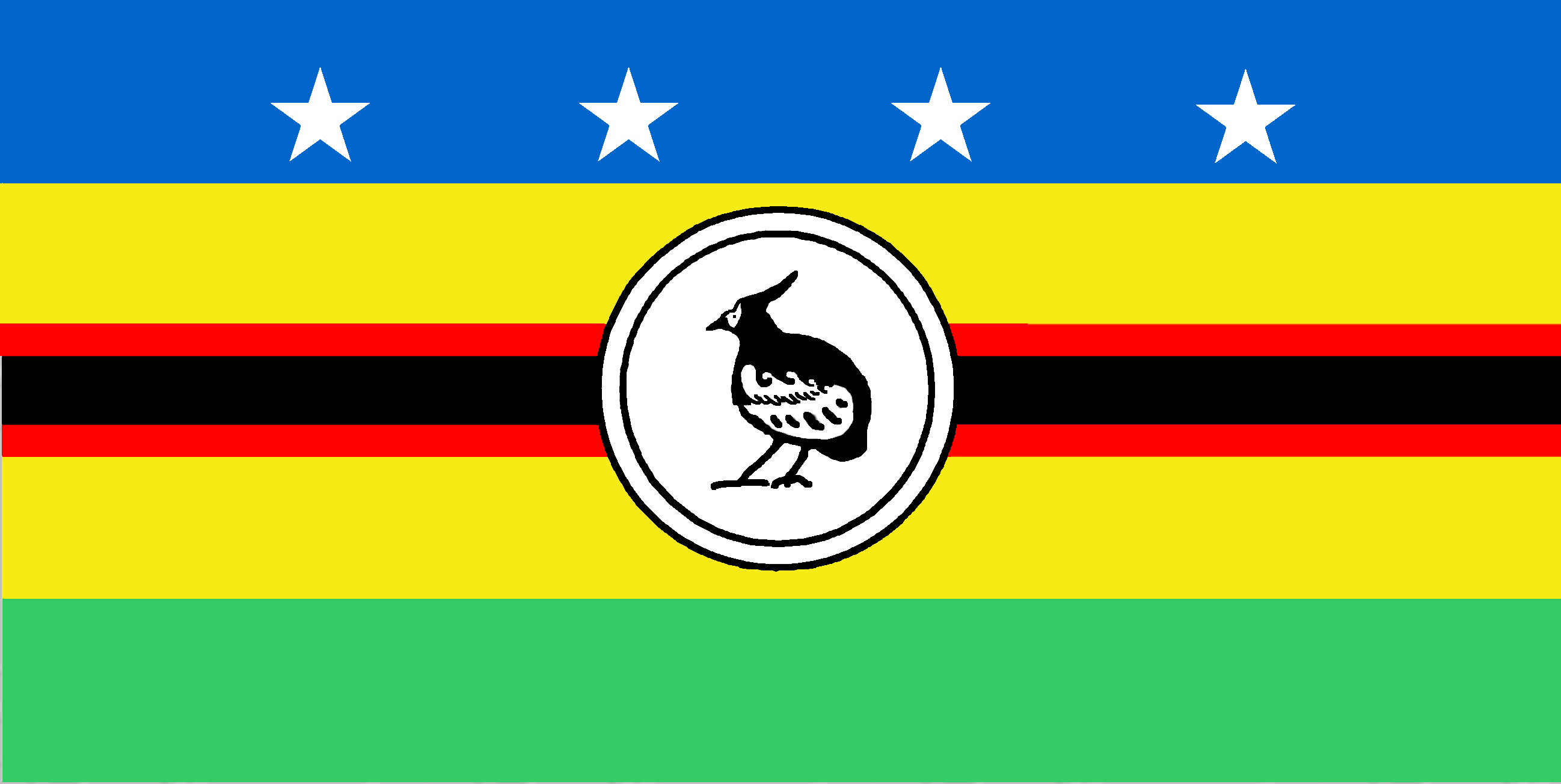
チョイスル州の旗。 中央にカンザシバトが描かれている。
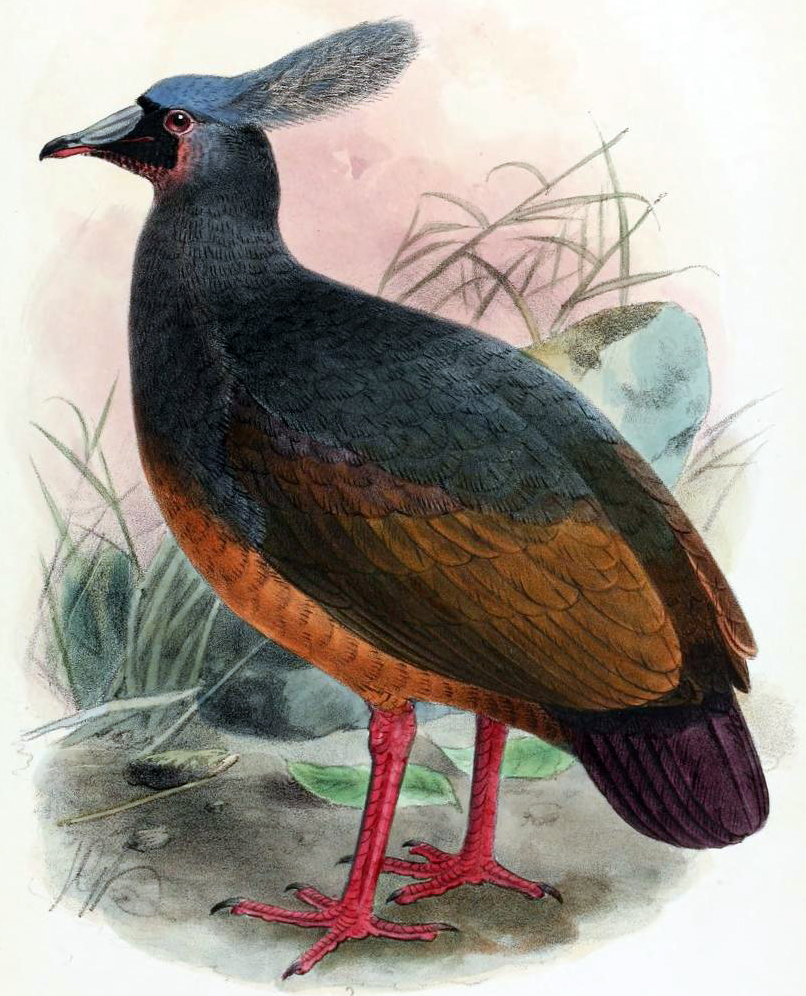
J. G. キューレマンス（英語版）によるイラスト(1904年)。